# Parc de l'Arbre-Sec
Le parc de l'Arbre Sec est un parc paysager situé à Auxerre sur les bords de l'Yonne. Il a été aménagé par Fernand Gauthier, architecte-voyer de la ville d'Auxerre. 
Classé refuge pour les oiseaux, le parc est typique des jardins botaniques du XIXe siècle. La partie parc floral est inspirée par le style des jardins paysagers d'Édouard André. On y trouve une très belle collection botanique d'arbres et d'arbustes. La partie jardin de détente regroupe autour de la grande pelouse en boulingrin : le jardin d'enfants, l'allée des Catalpas, « l'Arbre Sec » et la haie paysagère.

## Histoire
Le parc a été créé en 1905  d'après les plans de l'architecte Fernand Gauthier.

## Le parc

### Nature et environnement
Seule l'allée principale de ce parc est éclairée toutes les nuits, le reste du parc serait donc à éviter de nuit.
Le parc est très souvent exposé aux inondations, de par sa très forte proximité avec la rivière. 
On dénombrait, en 2013, plus de 300 arbres de 52 variétés différentes et 7500 plantes.
Le parc est situé tout près de l'Île aux Plaisirs, une petite île accessible par la Coulée Verte.

### Équipements
Plusieurs équipements sont installés dans ce parc :
- Une aire de jeux pour enfants sécurisée, près de la rivière et du Stade Nautique.
- Des équipements de musculation gratuits et ouverts à tous ont été installés à la fin de l'année 2017 [3]
- Une promenade longe la rivière, permettant aux promeneurs de faire du vélo ou tout simplement de la marche.

### Festivités
Le parc accueille tous les ans le Catalpa Festival. Plusieurs aménagement ont, par ailleurs, été effectués afin d'assurer son bon déroulement. Notamment la pose d'une dalle de béton sous la terre afin de stabiliser le sol en cas d’inondations. En effet, plusieurs éditions de ce festival ont dû être annulées à la suite d'inondations.

## Autour du parc

### Infrastructures à proximité
Plusieurs grandes infrastructures sont situées à proximité de ce parc :
- Le stade Nautique
- Le Stade Abbé Deschamps

### Accès au parc

#### Parking
Plusieurs parking sont situés à proximité :
- Parking de la Noue (au sud du parc)
- Parkings du Stade Nautique (au sud du parc)
- Place Achille Ribain (au nord du parc)

#### Transports en commun
Il est possible de venir au parc grâce au réseau de bus Léo via la ligne 4 (Arrêt "Arbre Sec"), ou les lignes 1 ou 7 sur le boulevard Vaulabelle (nécessite un peu de marche).